# Selenia pallida
Selenia pallida är en fjärilsart som beskrevs av Smith 1950. Selenia pallida ingår i släktet Selenia och familjen mätare. Inga underarter finns listade i Catalogue of Life.